# Sord M5
Il Sord M5 è un home computer giapponese prodotto dalla Sord Computer Corporation nel 1982.
Era basato sul processore Zilog Z80.
In Inghilterra e in altri paesi è stato venduto dalla Computer Games Limited come CGL M5.
La tastiera ha i tasti simili a quelli dello ZX Spectrum, ma con il bordo destro di ogni tasto smussato.

## Specifiche tecniche

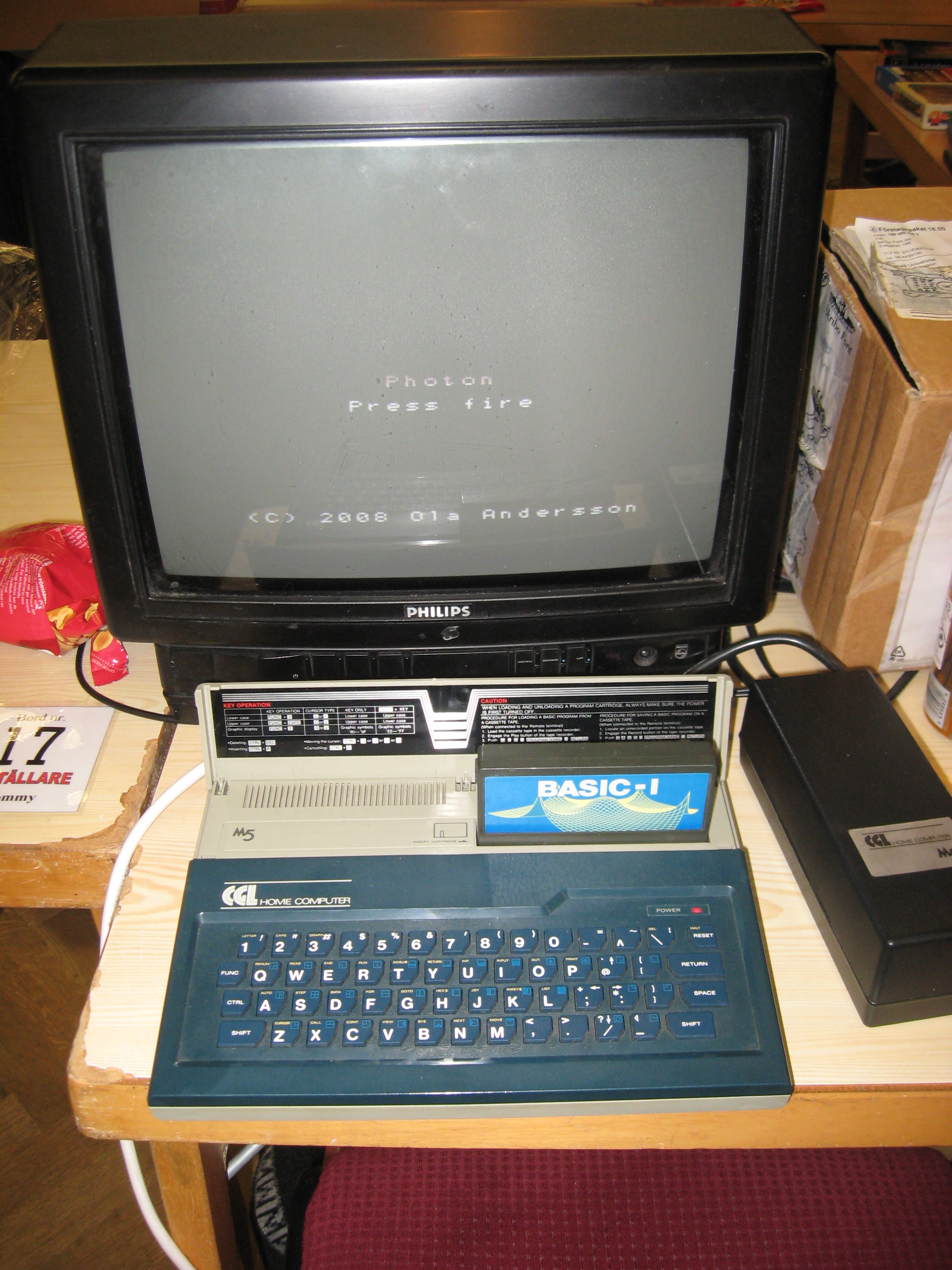
CGL M5

### Hardware interno
- Processore Zilog Z80, 3,58 MHz
- Chip Video TMS9918
  - Risoluzione testo 40x24
  - Risoluzione grafica 256x192 pixel, 16 colori
  - 32 Sprites gestiti in hardware
- Chip suono SN76489
  - 3 voci
  - 1 canale per il rumore
  - Estensione 6 ottave, 15 livelli di volume
- RAM 20 KB (di cui 16KB per il video)
- ROM 8 KB espandibile a 16KB.

### Porte di I/O ed alimentazione
- Porte di I/O:
  - TV out
  - Video out
  - Sound out
  - Interfaccia Centronics a 16-pin
  - Connettore DIN a 8-pin per registratore a cassette
- Alimentazione: esterna

### Cartucce opzionali con linguaggi di programmazione
- BASIC-I
  - Solo aritmetica intera (16 bit signed)
- BASIC-G
  - Con funzioni per la grafica ed i suoni
- BASIC-F
  - Con supporto alla aritmetica Floating point
- FALC
  - Pacchetto con applicazioni

### Prezzi
- Prezzi di mercato in Inghilterra al dicembre 1983
  - Sord M5 plus BASIC-I: £190
  - BASIC-G: £35
  - BASIC-F: £35
  - FALC: £35